# Skyros flygplats
Skyros flygplats är en flygplats i Grekland.   Den ligger i prefekturen Nomós Evvoías och regionen Grekiska fastlandet, i den östra delen av landet, 130 km nordost om huvudstaden Aten. Skyros flygplats ligger 12 meter över havet. Den ligger på ön Nísos Skýros.